# Cand.scient.soc.
Cand.scient.soc. (latin: candidatus/candidata scientiarum socialium ) er betegnelsen for en person, der i dag tilegner sig en kandidatgrad i sociologi ved Københavns Universitet, sociologi ved Aalborg Universitet eller en kandidatgrad i socialvidenskab ved Roskilde Universitet.
Historisk er titlen givet til kandidater i enten sociologi, samfundsfag, socialvidenskab eller public relations ved f.eks. Københavns Universitet, Aalborg Universitet eller Roskilde Universitet.[kilde mangler] Om man fik titlen ved færdiggørelsen af sin kandidat afhang af hvilke hovedområder, ens studie og speciale indeholdt.